# Cyclopia longiflora
Cyclopia longiflora är en ärtväxtart som beskrevs av Julius Rudolph Theodor Vogel. Cyclopia longiflora ingår i släktet Cyclopia, och familjen ärtväxter. Inga underarter finns listade i Catalogue of Life.